# 陳恩頤
陳恩頤（?—?），湖北省黃州府黃安縣人，清朝政治人物、進士出身。
光緒二十四年（1898年），参加光緒戊戌科殿試，登進士二甲127名。同年五月，授内阁中书。